# 上海蔬菜集团
上海蔬菜集团是中國上海市一家農產品批發國有企業。
上海蔬菜集团前身為成立於1956年的上海蔬菜公司，1999年3月改制為上海蔬菜集团
2014年1月，上海蔬菜集团併入光明食品集團。2021年，上海蔬菜集团經手的蔬菜、肉类、水果批发量分别占上海批发流通量的70％、60％、50％以上。